# Jimmy Rodgers
Jimmy Rodgers é um ex-treinador de basquetebol. Ele foi o treinador do Boston Celtics por duas temporadas, e do Minnesota Timberwolves por quase uma temporada e meia. Rodgers teve um modesto sucesso como treinador da NBA, mas como assistente de treinador ele já ganhou seis títulos da NBA (1981, 1984, e 1986 pelo Celtics e 1996, 1997 e 1998 pelo Chicago Bulls). Ele foi graduado pela Universidade de Iowa.